# Bexbach
Bexbach là một đô thị thuộc huyện Saarpfalz, bang Saarland, Đức. Đô thị Bexbach có diện tích 31,08 km², dân số thời điểm ngày 31 tháng 12 năm 2006 là 19.218 người. Đô thị Bexbach nằm bên sông Blies, cự ly khoảng 6 km về phía đông của Neunkirchen, và 25 km về phía đông bắc của Saarbrücken.

## Đô thị kết nghĩa
- Edenkoben, Đức, từ năm 1936
- Goshen, Hoa Kỳ, từ năm 1979
- Pornichet, Pháp, từ năm 1985